# Minor Threat (EP)
Minor Threat è un EP del gruppo hardcore punk statunitense omonimo, edito nel 1981 da Dischord Records.
Il disco è stato definito il migliore della band e uno dei più importanti dell'intera ondata hardcore, in cui le influenze dei Germs si fondono alle influenze metal. Il brano Filler è considerato un manifesto dell'hardcore, così come Seeing Red. Il brano Straight Edge ha ispirato l'omonimo movimento.

## Tracce
1. Filler – 1:32
2. I Don't Wanna Hear It – 1:15
3. Seeing Red – 1:03
4. Straight Edge – 0:45
5. Small Man, Big Mouth – 0:55
6. Screaming at a Wall – 1:31
7. Bottled Violence – 0:53
8. Minor Threat – 1:29

## Formazione[4]
- Ian McKaye - voce, chitarra
- Lyle Preslar - chitarra
- Brian Baker - basso
- Jeff Nelson - batteria